# Rajgopalan Rajamohan
Rajgopalan Rajamohan, mort le 29 janvier 2022[réf. souhaitée], est un astronome indien.

## Biographie
Le Centre des planètes mineures le crédite de la découverte de six astéroïdes entre 1988 et 1990.
| (4130) Ramanujan     | 17 février 1988  |
| (4706) Dennisreuter  | 16 février 1988  |
| (5178) Pattazhy      | 1er février 1989 |
| (7564) Gokumenon     | 7 février 1988   |
| (8348) Bhattacharyya | 26 janvier 1988  |
| (17446) Mopaku       | 23 janvier 1990  |